# Engelbert Willmes
Engelbert Willmes (* 1786 in Köln; † 7. November 1866 ebenda) war ein deutscher Porträtmaler, Radierer und Kunsthändler.

## Leben
Willmes, Sohn des Juristen Johann Benedikt Willmes und dessen Ehefrau Theresia geb. Coesterus, war zunächst Schüler bei Ferdinand Franz Wallraf an der Zentralschule in Köln. 1808 bis 1812 studierte er im Atelier von Jacques-Louis David und Jean-Baptiste Regnault in Paris. Überdies war er Schüler an der École des beaux-arts. Nach 1812 ist Willmes als Kunsthändler in Köln tätig, seit 1822 mit eigener Kunsthandlung. Er wird 1817 ehrenamtlicher Oberaufseher der Gemälde und Kunstgegenstände im Jesuiten-Gebäude in Köln. 1839 war er Gründungsmitglied des Kölnischen Kunstvereins und überließ seine Gemäldesammlung für die dortige erste Ausstellung.
1866 starb Willmes unverheiratet im Alter von 80 Jahren in Köln.